# Ordem do Infante D. Henrique
A Ordem do Infante D. Henrique é uma ordem honorífica portuguesa, criada a 2 de junho de 1960 aquando do V Centenário da morte do Infante D. Henrique e reformulada e alargada em 1962, que visa distinguir a prestação de serviços relevantes a Portugal, no país ou no estrangeiro, ou serviços na expansão da cultura portuguesa, da sua História e dos seus valores.
O Grão-Mestre da Ordem é, tal como nas demais Ordens Honoríficas Portuguesas, por inerência o Presidente da República, cargo exercido desde 2016 pelo Presidente Marcelo Rebelo de Sousa.

## História
A Ordem do Infante D. Henrique foi criada em 1960, para comemorar o 5.º Centenário da morte do Infante D. Henrique, o Navegador, filho do Rei D. João I e da Rainha D. Filipa de Lencastre, um dos membros da Ínclita Geração e o grande impulsionador do desígnio nacional que foram os Descobrimentos.
O Infante D. Henrique, Duque de Viseu, nasceu no Porto a 4 de Março de 1394 e morreu em Sagres, a 13 de Novembro de 1460. O Infante foi governador e administrador da Ordem de Cristo, cujos recursos alocou ao financiamento dos Descobrimentos. Dedicou-se ao estudo da Matemática e da Cosmografia. Aplicou o uso do astrolábio na navegação e inventou as cartas planas.
A Ordem foi criada em 1960 em homenagem ao infante D. Henrique e sob a sua invocação pelo Decreto n.º 43.001, de 2 de Junho de 1960, destinando-se a galardoar serviços ligados a actividades ou estudos histórico-marítimos ou ao conhecimento e divulgação da expansão de Portugal no Mundo.

## Graus da Ordem
O Presidente da República é por inerência Grão-Mestre de todas as ordens honoríficas portuguesas.
Tal como nas restantes ordens honoríficas portuguesas, a Ordem do Infante D. Henrique tem duas categorias de membros: titulares e honorários. São titulares os cidadãos portugueses agraciados com a Ordem, sendo honorários os cidadãos estrangeiros e as instituições e localidades nacionais ou estrangeiras condecoradas.
A Ordem inclui os seis graus seguintes, em ordem decrescente de preeminência:
- Grande-Colar (GColIH)
- Grã-Cruz (GCIH)
- Grande-Oficial (GOIH)
- Comendador (ComIH)
- Oficial (OIH)
- Cavaleiro (CvIH) / Dama (DmIH)

Tal como nas demais ordens honoríficas portuguesas, o título de Membro-Honorário (MHIH) pode ser atribuído a instituições e localidades.
Quando instituída, a Ordem incluía também duas medalhas relacionadas: a Medalha de Ouro (MOIH) e a Medalha de Prata (MPIH). No entanto, em 2011, estas medalhas já não eram referenciadas.
Para além dos cidadãos nacionais também os cidadão estrangeiros podem ser agraciados com esta Ordem.

## Insígnias

### Distintivo

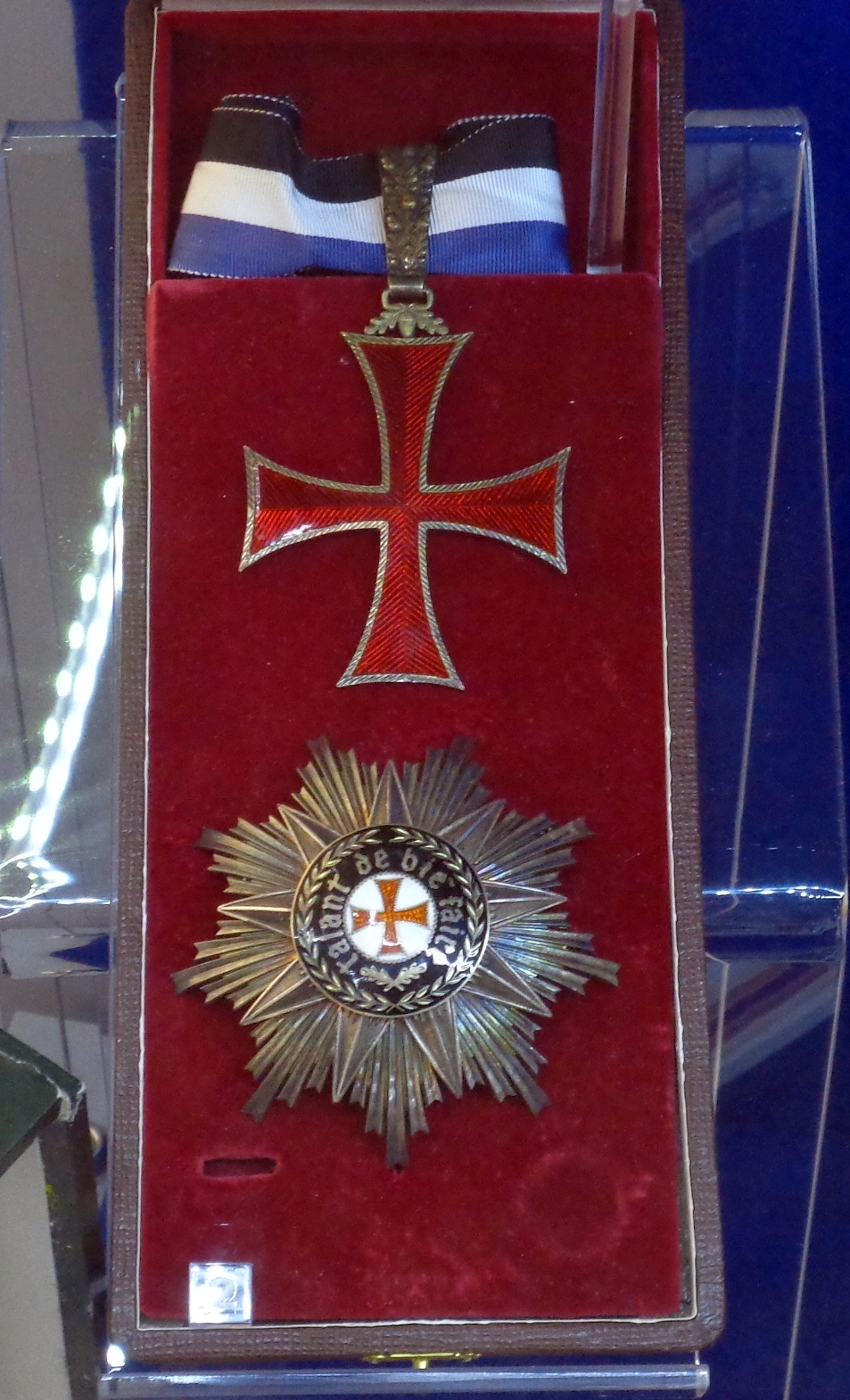
Insígnias de Grande-Oficial da Ordem do Infante D. Henrique.

O distintivo da Ordem do Infante D. Henrique é uma cruz pátea, de esmalte vermelho, filetada de ouro.
As cores da Ordem são o azul, o branco e o negro.

### Insígnias
O Grande-Colar tem como insígnias um colar, uma banda e uma placa dourada. A Grã-Cruz tem como insígnias uma banda e uma placa dourada. O Grande-Oficial tem como insígnias uma fita para o pescoço e uma placa dourada. Ao Comendador são atribuídas como insígnias uma fita para o pescoço e uma placa prateada. O Oficial usa como insígnia uma medalha com roseta. O Cavaleiro tem como insígnia uma medalha. 
As senhoras agraciadas usam laço em vez de fitas para o pescoço e medalhas. Os laços são grandes para os graus de Grande-Oficial e Comendador, pequeno com roseta para Oficial e pequeno (simples) para Dama.

## Conselho
Como Chanceler do Conselho das Ordens Nacionais, que inclui a Ordem da Liberdade, foi renomeada em 2021 Manuela Ferreira Leite. Ferreira Leite tinha sido nomeada inicialmente em 2011 e reconduzida em 2016. Substituiu no cargo João Bosco Mota Amaral.

## Grandes-Colares

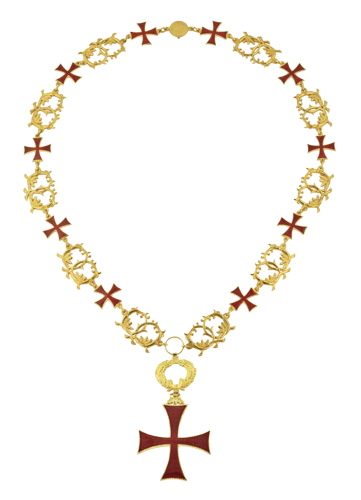
Grande-Colar da Ordem do Infante D. Henrique

O Grande-Colar é o mais alto grau da Ordem do Infante D. Henrique. É usado pelo Presidente da República enquanto Grão-Mestre da Ordem. É tradicionalmente reservado a Chefes de Estado, salvo raras exceções que traduzem uma especial distinção. Atualmente, além do Grão-Mestre, a Ordem do Infante D. Henrique tem 72 Grandes-Colares, 3 titulares e 69 honorários.    

### Grão-Mestre
- Marcelo Rebelo de Sousa, Presidente da República Portuguesa (2016)

### Grandes-Colares Titulares
- António de Oliveira Salazar, Presidente do Conselho de Ministros (1968)
- General Vasco Rocha Vieira, Governador de Macau (2001)
- José Manuel Durão Barroso, Primeiro-Ministro e Presidente da Comissão Europeia (2014)
- General António Ramalho Eanes, 16.º Presidente da República (2016)
- Jorge Sampaio, 18.º Presidente da República (2018)
- Aníbal Cavaco Silva, 19.º Presidente da República (2022)

### Grandes-Colares Honorários(atuais)
- Rei Juan Carlos de Espanha (1978)
- Rainha Margarida II da Dinamarca (1984)
- Presidente Denis Sassou Nguesso da República do Congo (1984)
- Presidente Manuel Pinto da Costa de São Tomé e Príncipe (1986)
- Rei Carlos XVI Gustavo da Suécia (1987)
- Presidente Rodrigo Borja Cevallos do Equador (1990)
- Presidente Joaquim Chissano de Moçambique (1990)
- Rainha Beatriz dos Países Baixos (1991)
- Presidente Lech Wałęsa da Polónia (1994)
- Presidente Juan Carlos Wasmosy Monti do Paraguai (1995)
- Presidente Aleksander Kwaśniewski da Polónia (1997)
- Presidente Leonid Kutchma da Ucrânia (1998)
- Imperador Akihito do Japão (1998)
- Presidente Ernesto Zedillo do México (1998)
- Rei Alberto II dos Belgas (1999)
- Presidente Fernando Henrique Cardoso do Brasil (2000)
- Presidente Milan Kučan da Eslovénia (2000)
- Presidente Ricardo Lagos do Chile (2001)
- Presidente Alpha Oumar Konaré do Mali (2002)
- Presidente Pedro Pires de Cabo Verde (2002)
- Presidente Georgi Parvanov da Bulgária (2002)
- Presidente Tarja Halonen da Finlândia (2002)
- Presidente Arnold Rüütel da Estónia (2003)
- Presidente Vaira Vīķe-Freiberga da Letónia (2003)
- Presidente Rolandas Paksas da Lituânia (2003)
- Rei Haroldo V da Noruega (2004)
- Presidente Heinz Fischer da Áustria (2005)
- Grão-Duque Henrique do Luxemburgo (2005)
- Presidente Nicanor Duarte do Paraguai (2005)
- Presidente Xanana Gusmão de Timor-Leste (2006)
- Presidente Valdas Adamkus da Lituânia (2007)
- Presidente Michelle Bachelet do Chile (2007)
- Presidente José Ramos-Horta de Timor-Leste (2007)
- Rei Abdullah II da Jordânia (2008)
- Presidente Edward Fenech Adami de Malta (2008)
- Emir Hamad bin Khalifa do Qatar (2009)
- Presidente Abdullah Gül da Turquia (2009)
- Presidente Bronisław Komorowski da Polónia (2012)
- Presidente Taur Matan Ruak (José Maria de Vasconcelos) de Timor-Leste (2012)
- Presidente Jorge Carlos Fonseca de Cabo Verde (2012)
- Presidente Juan Manuel Santos da Colômbia (2012)
- Presidente Ollanta Humala do Peru (2012)
- Presidente Ricardo Martinelli do Panamá (2013)
- Presidente Enrique Peña Nieto do México (2014)
- Presidente Armando Guebuza de Moçambique (2014)
- Presidente Klaus Iohannis da Roménia (2015)
- Presidente Abdul Fatah Khalil Al-Sisi do Egito (2016)
- Presidente Tomislav Nikolić da Sérvia (2017)
- Presidente Prokópis Pavlópoulos da Grécia (2017)
- Presidente Horacio Cartes do Paraguai (2017)
- Presidente Macky Sall do Senegal (2017)
- Presidente Alassane Ouattara da Costa do Marfim (2017)
- Reis Guilherme Alexandre e Máxima dos Países Baixos (2017)
- Presidente Frank-Walter Steinmeier da Alemanha (2018)
- Presidente Kolinda Grabar-Kitarović da Croácia (2018)
- Presidente Marie Louise Coleiro Preca de Malta (2018)
- Reis Filipe e Matilde dos Belgas (2018)
- Presidente João Lourenço de Angola (2018)
- Presidente Martín Vizcarra do Peru (2019)
- Presidente Kersti Kaljulaid da Estónia (2019)
- Mario Draghi, Presidente do Banco Central Europeu (2019)
- Presidente Borut Pahor da Eslovénia (2021)
- Chanceler Angela Merkel da Alemanha (2021)
- Presidente Katerina Sakellaropoulou da Grécia (2022)
- Presidente Carlos Vila Nova de São Tomé e Príncipe (2022)
- Presidente Rumen Radev da Bulgária (2022)
- Presidente Francisco Guterres de Timor-Leste (2022)
- Presidente Iván Duque Márquez da Colômbia (2022)
- Presidente Uhuru Kenyatta do Quénia (2022)
- Presidente Muhammadu Buhari da Nigéria (2022)
- Presidente José Maria Neves de Cabo Verde (2022)
- Presidente Nicos Anastasiades de Chipre (2022)
- Príncipe Alberto II do Mónaco (2022)
- Presidente Katalin Novák da Hungria (2023)
- Presidente Luis Abinader da República Dominicana (2023)
- Presidente Egils Levits da Letónia (2023)
- Presidente Abdelmadjid Tebboune da Argélia (2023)
- Presidente Miguel Díaz-Canel de Cuba (2023)
- Presidente Nana Akufo-Addo do Gana (2023)
- Presidente Andrzej Duda da Polónia (2023)
- Presidente Maia Sandu da Moldávia (2023)
- Presidente Umaro Sissoco Embaló da Guiné-Bissau (2023)
- Presidente Prithvirajsing Roopun das Maurícias (2024)
- Copríncipe Joan Enric Vives i Sicília de Andorra (2024)
- Presidente Nataša Pirc Musar da Eslovénia (2025)

## Agraciados

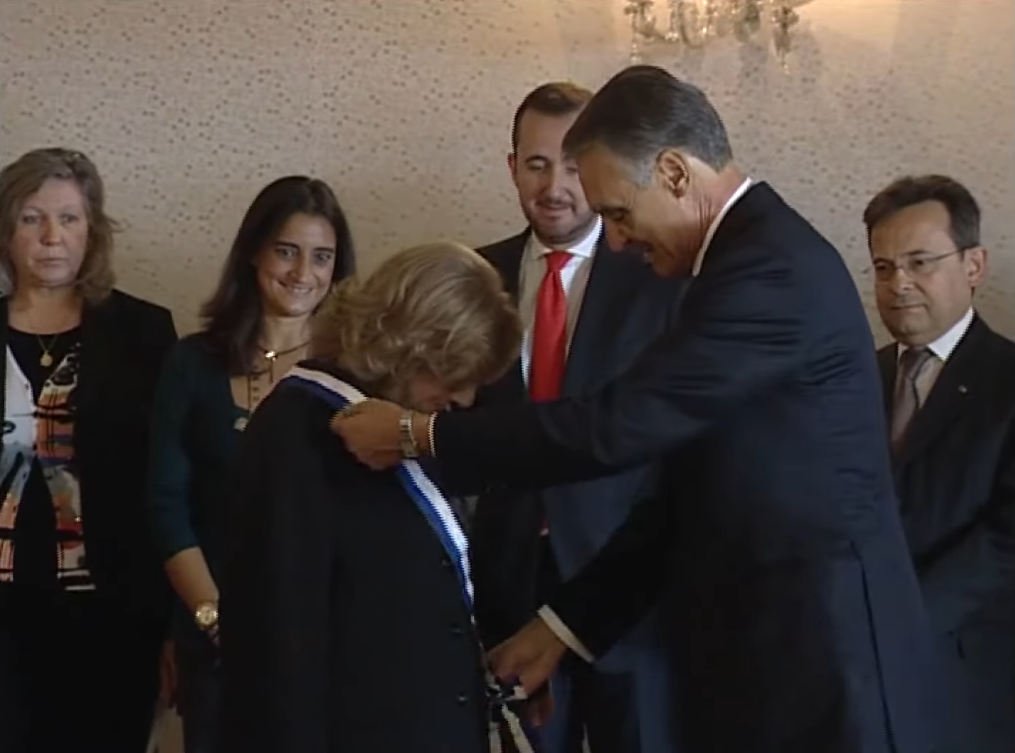
Eunice Muñoz recebe a Grã-Cruz da Ordem do Infante D. Henrique, em 2011

A Ordem do Infante D. Henrique é a ordem honorífica portuguesa com mais agraciamentos. Desde a sua criação em 1960 foram agraciadas mais de 8.000 personalidades, instituições e localidades, sendo cerca de 3.000 titulares e mais de 5.000 honorários, incluindo como Membros-Honorários 142 entidades portuguesas e 16 entidades estrangeiras.